# Opel 6/16 PS
La 6/16 PS era un'autovettura di fascia media prodotta dalla Casa automobilistica tedesca Opel tra il 1911 ed il 1920.

## Storia
La 6/16 PS fu lanciata nel 1911 in sostituzione della 6/14 PS.
La 6/16 PS continuò anche la tradizione delle vetture di classe media con velleità da vettura superiore, una tradizione inaugurata con le due vetture precedenti.
La 6/16 PS montava un motore a 4 cilindri da 1539 cm³, in grado di sviluppare una potenza massima di 18 CV a 1750 giri/min. Tale motore, con distribuzione a valvole laterali, praticamente consisteva in una leggerissima evoluzione del 4 cilindri da 1.5 litri utilizzato sulla 6/14 PS.
Il cambio era a 4 marce, una raffinatezza, all'epoca, su una vettura di classe media.
Le sospensioni erano ad assale rigido con molle a balestra tre quarti ellittiche.
La velocità massima era di circa 60 km/h.
La prima serie della 6/16 PS fu prodotta fino alla fine del 1915 con possibilità di averla come phaeton, torpedo, limousine o landaulet.
Nel 1916 fu presentata la seconda serie, che si differenziava dalla prima per il motore, la cui cilindrata salì a 1570 cm³, ma la potenza scese a 15 CV. Altra differenza stava nella possibilità di averla anche in configurazione cabriolet.
Per il resto, la nuova 6/16 PS non si discostava molto dalla precedente.
Fu prodotta fino al 1920, dopodiché, con il suo pensionamento, per circa sette anni non si sarebbero più rivisti modelli Opel di fascia media o medio-alta.